# Флексагон

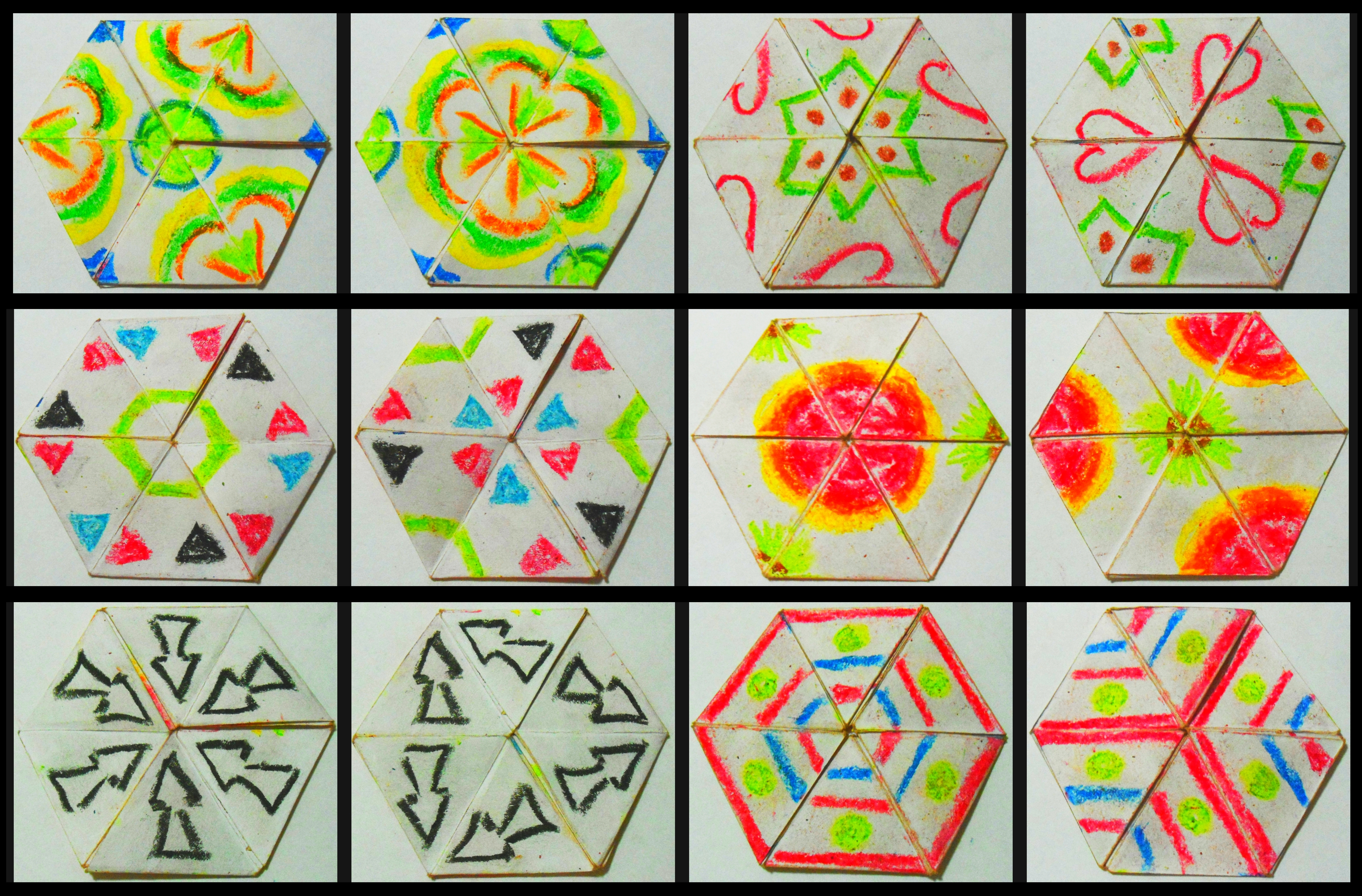
Гексагексафлексагон

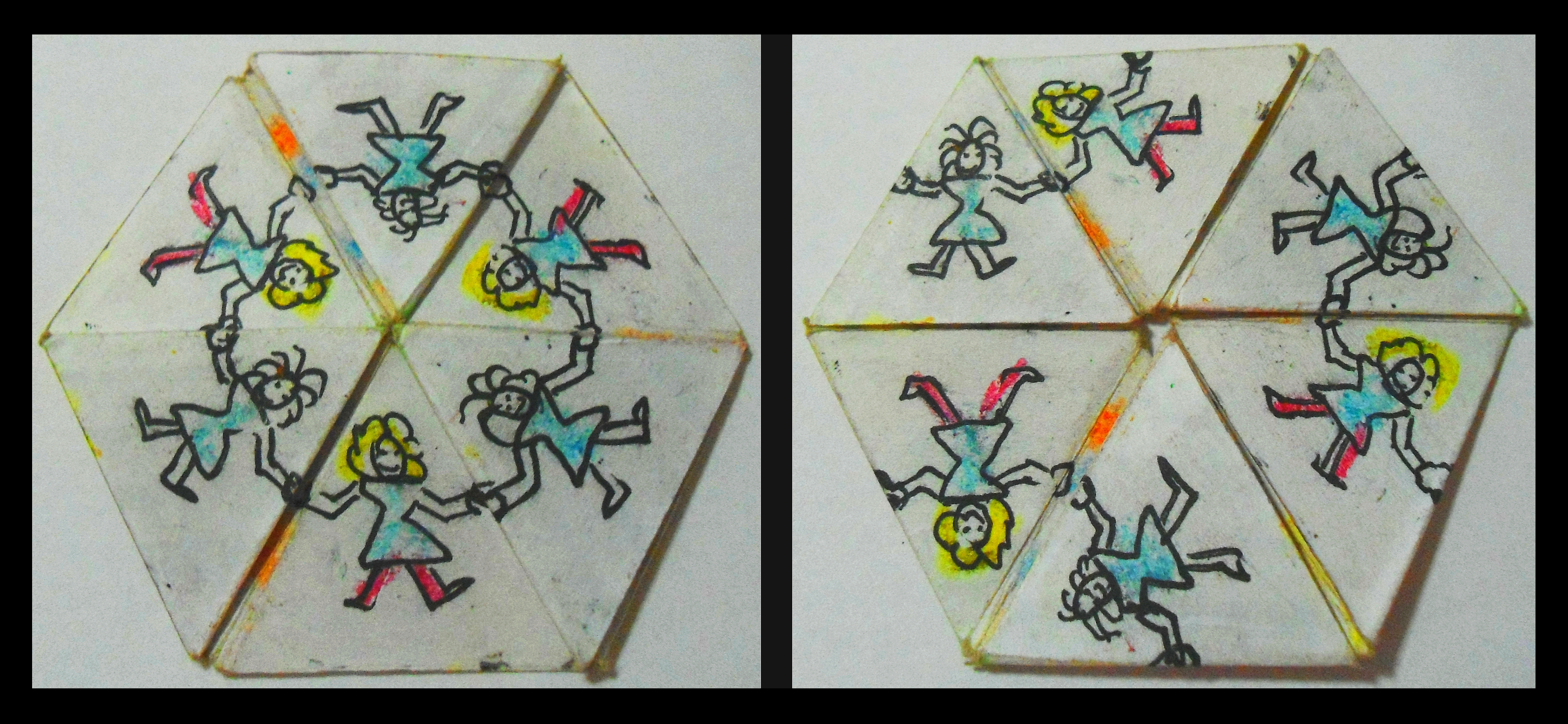
Гексагексафлексагон

Флексагони (від англ. to flex, лат. flectere — складатися, згинатися, гнутися) — пласкі моделі зі смужок паперу, здатні складатися і згинатися певним чином. При складанні флексагона стають видні поверхні (площини), які раніше були приховані в конструкції флексагона, а ті, що були видимі, йдуть всередину.
Флексагони зазвичай мають квадратну (тетрафлексагони) або шестикутну (гексафлексагони) форму. Додаткова приставка може означати загальне число поверхонь флексагона; наприклад, додекагексафлексагон — флексагон з дванадцятьма («додека») поверхнями, кожна з яких складається з шести («гекса») секторів.
Для відмінності площин флексагона на його сектори наносять цифри, букви, елементи зображення або просто фарбують в певний колір.

## Історія
Перший флексагон був відкритий в 1939 році англійським студентом Артуром Стоуном, що вивчав тоді математику в Принстонському університеті в США. Папір формату Letter був надто широким і не вміщувався в швидкозшивач, призначений для паперу формату A4. Стоун обрізав краї паперу і став складати з них різні фігури, одна з яких виявилася трігексафлексагоном.
Незабаром був створений «Флексагонний комітет», до якого увійшли, крім Стоуна, аспірант-математик Бріан Таккерман, аспірант-фізик Річард Фейнман і викладач математики Джон У. Тьюкі.
До 1940 року Фейнман і Тьюкі розробили теорію флексагонів, заклавши тим самим підстави для всіх наступних досліджень. Теорія не була опублікована повністю, хоча окремі її частини згодом були відкриті знову. Напад на Перл-Гарбор призупинив роботу «Флексагонного комітету», а війна незабаром розкидала всіх чотирьох його засновників у різні боки.
Популярність флексагони отримали після появи в грудневому номері журналу «Scientific American» за 1956 рік першої колонки Мартіна Гарднера «Mathematical Games», присвяченої гексафлексагонам.
Флексагони неодноразово були запатентовані у вигляді іграшок, але не отримали широкого комерційного розповсюдження.

## Приклади

### Тригексафлексагон
Гексафлексагон — це флексагон, що має форму правильного шестикутника. Кожна поверхня флексагона складається з шести трикутних секторів.
Тригексафлексагон — гексафлексагон з трьома поверхнями. Це найпростіший з усіх гексафлексагонів (не рахуючи унагексафлексагона і дуогексафлексагона). Він представляє з себе сплющену стрічку Мебіуса.

#### Виготовлення тригексафлексагона
Тригексафлексагон можна згорнути зі смужки паперу, розділеної на десять рівносторонніх трикутників, наступним чином:
- Вирізати з паперу стрічку шириною в 4-7 см і розмітити з двох сторін згідно малюнку:

- Перегнути стрічку по кожній з ліній в обидві сторони і знову розігнути.
- Перегнути стрічку по лініях a — b і c — d так, щоб сектори з «двійками» поєдналися один з одним:

- Перегнути стрічку по лінії e — f так, щоб поєдналися останні дві «двійки».
- Намазати клеєм сектори, помічені зірочкою, і склеїти їх:

#### Метод складання
Складання тригексафлексагона здійснюється наступним чином.
Модель двома пальцями правої руки за кут D. Ліва частина моделі згинається двома пальцями лівої руки по лінії AO від себе так, щоб із зворотного боку трикутники ABO і AFO поєдналися. Утворюється «пірамідка з хвостом — клапаном».
Потім кут D поєднується ззаду з кутами B і F. У цей момент точки B, F, D знаходяться прямо за точкою O.
Після цього конструкція розкривається спочатку по лінії COE (при цьому точка O йде праворуч), а потім по лінії AO.
Цей метод складання носить назву pinch flex.
Для почергового перегляду всіх трьох площин тригексафлексагона досить повторювати описану послідовність дій, після кожного разу повертаючи модель на 60°.

### Гексагексафлексагон
Гексагексафлексагон — флексагон з шістьма шестикутними поверхнями.
Гексагексафлексагон можна виготовити із смужки довжиною в 19 трикутників. Виготовлення та складання флексагона показано на фотографії.

#### Шлях Таккермана

Діаграма шляху Таккермана

Простий спосіб виявити всі поверхні гексафлексагона — обхід Таккермана — полягає в тому, щоб тримати флексагон за один кут і розкривати модель до тих пір, поки вона не перестане розкриватися, потім повернути флексагон на 60° за годинниковою стрілкою, взятися за сусідній кут і повторити те ж саме.
При обході Таккермана площини гексагексафлексагона будуть розкриватися в порядку: 1,2,5,1,2,3,4,2,3,1,6,3 (або в зворотному порядку), після чого послідовність повториться. Цю послідовність називають шляхом Таккермана.

## Види флексагонів

### Найменування флексагонів
Поверхні флексагона можуть складатися з рівносторонніх або рівнобедрених трикутників, квадратів, п'ятикутників тощо. Флексагон може допускати появу певного числа поверхонь; деякі з них можуть бути аномальними (тобто включають в себе сектори з різними цифрами). Флексагон заданої форми із заданою кількістю площин може бути виготовлений з різних розгорток. Більш того, навіть одна й та ж розгортка може допускати різні варіанти згортання.
Загальноприйнятої системи найменувань для флексагонів немає. Мартін Гарднер використовував терміни «тетрафлексагон» і «гексафлексагон» для позначення флексагонів, що складаються з квадратів і трикутників відповідно, причому поверхні тетрафлексагона могли складатися з чотирьох або шести квадратів. У книзі Flexagons Inside Out флексагони позначаються за формою секторів (квадратний, п'ятикутний тощо)
У більш пізній час — і додекафлексагонами стали називати флексагони з 8 і 12 трикутними секторами відповідно. Якщо сектори поверхонь флексагона являють собою правильні або трикутник, то крім гексафлексагонів існують трикутні тетра-, пента-, гептил-, октафлексагони.
У журналах «Наука і життя» використовувалася в основному система префіксів IUPAC.

### Гексафлексагони
Гексафлексагон — це флексагон, що має форму правильного шестикутника. Кожна поверхня флексагона складається з шести трикутних секторів.
Існує безліч гексафлексагонів, що різняться за кількістю поверхонь. Відомі гексафлексагони з трьома, чотирма, п'ятьма, шістьма, сім'ю, дев'ятьма, дванадцятьма, п'ятнадцятьма, сорока вісьмома площинами; кількість площин обмежено лише тим, що папір має ненульову товщину.
Починаючи з гексагексафлексагона, кількість різних гексафлексагонів з однією і тією ж самою кількістю поверхонь стає більшою від 1: існує 3 гексагексафлексагони, 4 гептагексафлексагони, 12 октафлексагонів, 27 еннагексафлексагонів і 82 декагексафлексагони.

### Тетрафлексагони
Найпростіший тетрафлексагон (флексагон з квадратними поверхнями) — тритетрафлексагон, що має три поверхні. У будь-який момент видно лише дві з трьох поверхонь.
Більш складні гексатетрафлексагон і декатетрафлексагон збираються з хрестоподібної розгортки без використання клею. Тетрафлексагони з числом площин 4n + 2 також можна виготовляти з квадратних рамок.
З зигзагоподібних смужок паперу можна виготовити тетратетрафлексагон та інші тетрафлексагони з числом площин, кратним 4.

### Кільцеві флексагони
Кільцевій флексагон — флексагон, поверхня якого являє собою «кільце» з многокутників. Для найменування кільцевих флексагонів може бути використаний префікс «цирко», наприклад, пентациркодекафлексагон — кільцевий флексагон із п'ятьма площинами, що складаються з десяти многокутників (п'ятикутників) кожна; тригеміциркогексафлексагон — флексагон з трьома поверхнями, кожна з яких являє собою кільце (цирко) із половинок (гемі) правильних шестикутників (гекса).

## Методи складання («флекси»)

### Гексафлексагони
Описаний вище метод складання гексафлексагона, що використовували для обходу всіх площин (обходу Таккермана), носить назву pinch flex. Існують наступні методи складання гексафлексагонів:
- pinch flex[11] (виконується на гексафлексагонах з трьома і більше площинами)
- v-flex[23][24] (виконується на гексафлексагонах з чотирма і більше площинами)
- tuck flex[25], «човник-гексаедр»[10] (виконується на гексафлексагонах з чотирма площинами і більше).

## Аномалії
Площина флексагона (сукупність секторів), на якій присутні різні цифри, називається аномальною площиною, а флексагон з видимою аномальною площиною (в аномальному положенні) — аномальним флексагоном. Поява аномальних площин можлива на флексагонах досить високого порядку, наприклад, на гексагексафлексагоні, додекагексафлексагоні. Найпростішим гексафлексагоном, що допускає появу аномалій, є тетрагексафлексагон. Для досягнення аномальних площин використовуються методи складання, відмінні від «стандартного» pinch flex.

### Книги
- Мартін Гарднер. Математические головоломки и развлечения = Mathematical Puzzles and Diversions / Пер. Ю. А. Данилова, под ред. Я. А. Смородинского. — 2-е. — М : Мир, 1999. — ISBN 5-03-003340-8.
- Les Pook. Flexagons Inside Out. — Cambridge University Press. — ISBN 0-521-81970-9.
- Les Pook. Serious Fun with Flexagons: A Compendium and Guide. — 2009 edition (August 17, 2009). — Springer. — 346 с. — ISBN 978-90-481-2502-9.

### Статті
- А. А. Панов. Флексагоны, флексоры, флексманы // Квант. — 1988. — № 7. — С. 10—14.
- И. Кан. Аномальные флексагоны // Квант. — 1992. — № 10. — С. 57—59.
- Флексагоны // Наука и жизнь. — 1970. — № 1. — С. 124—125. Тригексафлексагон
- Флексагоны // Наука и жизнь. — 1970. — № 2. — С. 68—69. Гексагексафлексагон, путь Таккермана
- Флексагоны // Наука и жизнь. — 1970. — № 3. — С. 154—155. Другие гексафлексагоны
- Флексагоны // Наука и жизнь. — 1970. — № 8. — С. 149. Переписка с читателями
- Флексагоны // Наука и жизнь. — 1972. — № 3. — С. 142—143. Тетрафлексагоны
- Флексагоны // Наука и жизнь. — 1972. — № 4. — С. 107. Флексотрубка Стоуна
- Флексагоны // Наука и жизнь. — 1975. — № 7. — С. 154—155. Флексотрубка Стоуна (продолжение)
- Флексагоны // Наука и жизнь. — 1975. — № 9. — С. 121—123. Гексатетрафлексагон, декатетрафлексагон, приставки IUPAC
- И. Константинов. Флексагонными тропами // Наука и жизнь. — 1977. — № 2. — С. 92—96, V. Туннельный перевод
- Флексагоны // Наука и жизнь. — 1977. — № 8. — С. 98—99. Пространственные модели диаграмм перевода. Пентациркодекафлексагон
- И. Кан. Гемитетрафлексагоны // Наука и жизнь. — 1992. — № 4. — С. 126—127. Гемитетрафлексагоны
- И. Кан. Гемитетра- и гемигексафлексагоны // Наука и жизнь. — 1993. — № 11. — С. 150—152.
- И. Кан. Треугольные флексагоны // Наука и жизнь. — 1993. — № 12. — С. 42—43.